# Eleição presidencial na Argentina em 2019
A eleição presidencial na Argentina em 2019 foi realizada em 27 de outubro para eleger o presidente e o vice-presidente da nação, simultaneamente com as eleições gerais. O eleito foi Alberto Fernández, do Partido Justicialista, com 48,24% dos votos válidos.
A legislação eleitoral previa que, se no primeiro turno nenhum candidato obtivesse 40% dos votos válidos, além de 10% de vantagem sobre o segundo colocado, ou ainda 45% dos votos válidos, um segundo turno, denominado balotaje, ocorreria em 24 de novembro. Como Fernández recebeu mais de 45% dos votos válidos, o pleito foi encerrado em primeiro turno.
Além do eleito Fernández, também concorreram o então presidente Mauricio Macri, candidato à reeleição, Roberto Lavagna, Nicolás del Caño, José Espert e Juan Centurión.
Além de eleger o presidente e o vice-presidente, os argentinos escolheram 130 deputados nacionais, 24 senadores nacionais e 43 deputados do Parlamento do Mercosul. Em várias províncias e no distrito federal também se elegeram, nesse mesmo dia, autoridades executivas e legislativas.

## Contexto
As eleições ocorreram num contexto de grave crise económica. Cerca de 40% dos argentinos viviam abaixo da linha de pobreza, de acordo com o canal nacional C5N (35% segundo dados oficiais, um aumento de 30% em um ano). A inflação ultrapassara 54% nos doze meses anteriores e 237% desde o início do mandato de Mauricio Macri. De acordo com a FAO, cinco milhões de argentinos sofreram de grave "insegurança alimentar" no período de 2016-2018, um aumento de duas vezes no período de 2014-2016, e a situação piorou ainda mais desde então. A taxa de desemprego ultrapassava os 10%, de acordo com dados oficiais, provavelmente subestimados, e esperava-se uma queda de 3,1% do PIB para 2019, de acordo com o FMI. Em 2018, o governo solicitou um empréstimo de 57 mil milhões de dólares do FMI e iniciou uma política de corte na despesa pública, incluindo o corte no orçamento para a educação, ciência e saúde.

## Regras eleitorais
As regras eleitorais fundamentais para a eleição presidencial foram estabelecidas no texto da Reforma Constitucional de 1994 e são mesmas regras que nas eleições de 1995, 1999, 2003, 2007, 2011 e 2015.
As principais regras eleitorais para a eleição presidencial foram:
- Sufrágio direto.
- Presidente e vice-presidente são eleitos na mesma chapa.
- Mandato presidencial de quatro anos, com possibilidade de uma só reeleição imediata.

As regras eleitorais são regidas pelo Código Eleitoral Nacional. Para esta eleição aplicou-se também a Lei N.º 26 571, de 2011, que previa que as eleições primárias internas fossem abertas, que foram denominadas PASO (Primárias Abertas, Simultâneas e Obrigatórias), para eleger os candidatos da cada aliança.

## Cronograma eleitoral
Até a data das eleições, em 27 de outubro, foram realizados diversos eventos ao longo do ano, como atos eleitorais regionais nos quais foram eleitos os governadores, o que trouxe influência indireta para a eleição presidencial.
- 30 de abril: fechamento do regulamento eleitoral provisório.
- 10 de maio: publicação do regulamento eleitoral provisório.
- 12 de junho: vencimento do prazo para formar as coligações eleitorais.
- 22 de junho: vencimento do prazo para a apresentação das listas de pré-candidatos.
- 12 de julho: início da campanha eleitoral para as eleições internas.
- 12 de julho: fechamento e publicação do regulamento eleitoral definitivo.
- 9 de agostoː fim da campanha eleitoral. E início do período de silêncio eleitoral.
- 11 de agosto: eleições internas de cada coligação para a definição dos candidatos.
- 13 de outubro: primeiro Debate presidencial obrigatório
- 20 de outubro: segundo Debate presidencial obrigatório
- 27 de outubro: primeiro turno das eleições presidenciais.
- 24 de novembro: segundo turno das eleições presidenciais (caso fosse necessário).

## Candidaturas
O número oficial das candidaturas se desenhou bem perto do fim do prazo para registro das eleições primárias, em 12 de junho. Nenhuma das coligações apresentou mais de um candidato para disputar as primárias, o que ocasionou um debate no país sobre a  real necessidade de se manter as PASO (Primárias Abertas, Simultâneas e Obrigatórias). Ao fim, dez nomes se apresentaram para a disputa do governo argentino.
O presidente Mauricio Macri, do centro-direitista Proposta Republicana (PRO), surpreendeu e anunciou o peronista Miguel Pichetto como seu vice. A sua coligação Mudemos passou a se chamar Juntos somos a Mudança, e foi composta, para além do PRO, pela Coalizão Cívica (ARI) e pela União Cívica Radical (UCR). Por ela, também deveriam concorrer nas primárias o ex-ministro da Economia Martín Lousteau (UCR) e a governadora de Buenos Aires, María Eugenia Vidal, mas ambos declinaram em apoio à chapa Macri-Pichetto.
A oposição de centro-esquerda, peronista e kirchnerista, se reuniu numa única coligação, a Frente de Todos. Isso só foi possível após a ex-presidente Cristina Fernández de Kirchner, líder nas pesquisas, ceder a cabeça da chapa para seu ex-chefe de gabinete, Alberto Fernández. Cristina e Alberto eram rompidos politicamente até então. A candidatura de ambos foi chamada pela imprensa de "Fernández-Fernández". O ex-governador de Buenos Aires, Daniel Scioli, e o terceiro colocado nas pesquisas, Sergio Massa, anunciaram que também concorreriam à presidência nas primárias, na mesma coligação que Alberto e Cristina, mas acabaram desistindo em apoio à ambos. Os também peronistas Agustín Rossi, Felipe Solá e Axel Kicillof também anunciaram a desistência de suas candidaturas em apoio à Alberto e Cristina.
A coligação de terceira via Alternativa Federal acabou sendo implodida com a saída de Pichetto, para apoiar Macri, e de Massa, para apoiar Fernández. A coligação, rebatizada de Consenso 19, passou a ter uma única chapa, encabeçada pelo ex-ministro da Economia Roberto Lavagna, e tendo o governador de Salta Juan Manuel Urtubey como vice. A coligação também teve o apoio do Partido Socialista (PS).
A coligação dos partidos de esquerda, a Frente de Esquerda, apresentou o nome de Nicolas del Caño como candidato à presidente. Os libertários lançaram a coligação Despertar, com o professor universitário José Luis Espert como candidato à presidente, e tendo o ex-deputado provincial de Mendoza, Luis Rosales, como vice. Já a extrema-direita lançou Alejandro Biondini como candidato pela coligação Frente Patriota.
Completam a lista de candidatos a socióloga Manuela Castañeira (MAS), o major do Exército Juan Centurión (NOS), o ex-senador José Ferris (PAN) e o ex-vereador Raúl Humberto Albarracín (MAV).

### Lista de candidatos
| Partido ou aliança                                    | Partido ou aliança                                   | Foto                                                 | Candidato a presidente                               | Cargo anterior                                       | Foto                                                 | Candidato a vice                                     | Cargo anterior                                                  |                                                      |
| Candidatos aprovados pelas eleições primárias (PASO)  | Candidatos aprovados pelas eleições primárias (PASO) | Candidatos aprovados pelas eleições primárias (PASO) | Candidatos aprovados pelas eleições primárias (PASO) | Candidatos aprovados pelas eleições primárias (PASO) | Candidatos aprovados pelas eleições primárias (PASO) | Candidatos aprovados pelas eleições primárias (PASO) | Candidatos aprovados pelas eleições primárias (PASO)            | Candidatos aprovados pelas eleições primárias (PASO) |
| ----------------------------------------------------- | ---------------------------------------------------- | ---------------------------------------------------- | ---------------------------------------------------- | ---------------------------------------------------- | ---------------------------------------------------- | ---------------------------------------------------- | --------------------------------------------------------------- | ---------------------------------------------------- |
|                                                       | Juntos pela Mudança                                  |                                                      | Mauricio Macri (PRO)                                 | Presidente da Argentina (2015-2019)                  |                                                      | Miguel Pichetto (PJ)                                 | Senador por Río Negro (2001-2019)                               |                                                      |
|                                                       | Todos                                                |                                                      | Alberto Fernández (PJ)                               | Chefe de Gabinete da Argentina (2003-2008)           |                                                      | Cristina Kirchner (PJ)                               | Senadora por Buenos Aires e Presidente da Argentina (2007-2015) |                                                      |
|                                                       | Consenso 19                                          |                                                      | Roberto Lavagna                                      | Ministro da Economia (2002-2005)                     |                                                      | Juan Manuel Urtubey (PJ)                             | Governador de Salta (2007-2019)                                 |                                                      |
|                                                       | Frente de Esquerda                                   |                                                      | Nicolás del Caño (PTS)                               | Deputado Nacional (2017-2019)                        |                                                      | Romina del Plá (PO)                                  | Deputada Nacional (2017-2019)                                   |                                                      |
|                                                       | Unite                                                |                                                      | José Luis Espert (PL)                                | Professor                                            |                                                      | Luis Rosales                                         | Deputado provincial por Mendoza (1989-1991)                     |                                                      |
|                                                       | Nós                                                  |                                                      | Juan Centurión (PCP)                                 | Vice-presidente do Banco Nación (2017-2019)          |                                                      | Cynthia Hotton (VP)                                  | Economista                                                      |                                                      |
| Candidatos rejeitados pelas eleições primárias (PASO) |                                                      |                                                      |                                                      |                                                      |                                                      |                                                      |                                                                 |                                                      |
|                                                       | Frente Patriótica                                    |                                                      | Alejandro Biondini (BV)                              |                                                      |                                                      | Enrique Venturino                                    | Coronel do Exército Argentino                                   |                                                      |
|                                                       | Novo Movimento ao Socialismo                         |                                                      | Manuela Castañeira (MAS)                             | Socióloga                                            |                                                      | Eduardo Mulhall (MAS)                                | Professor                                                       |                                                      |
|                                                       | Autonomista                                          |                                                      | José Feris (PAN)                                     | Governador de Corrientes (1983-1987)                 |                                                      | Guillermo Sueldo (PAN)                               | Professor                                                       |                                                      |
|                                                       | Ação Vizinhança                                      |                                                      | Raúl Humberto Albarracín (MAV)                       | Vereador de Córdoba                                  |                                                      | Sergio Pastore (MAV)                                 | Advogado                                                        |                                                      |

## Pesquisas de opinião

### Primeiro turno
| Instituto                   | Data          | Entrevis-tados | Alberto Fernández             | Mauricio Macri | Roberto Lavagna             |              |                  |               | Indecisos |      |      |      |   |
| Instituto                   | Data          | Entrevis-tados | Fernández PJ                  | Macri PRO      | Roberto Lavagna Consenso 19 | Del Caño PTS | Espert Despertar | Centurión Nós | Indecisos |      |      |      |   |
| --------------------------- | ------------- | -------------- | ----------------------------- | -------------- | --------------------------- | ------------ | ---------------- | ------------- | --------- | ---- | ---- | ---- | - |
| Instituto                   | Data          | Entrevis-tados | Federico González & Asociados | 02/08/19       | 1.600                       | 42%          | 34,6%            | 6,4%          | Indecisos | 3,2% | 3,3% | 0,8% | - |
| Oh Panel                    | 01/08/19      | 1.200          | 41%                           | 35%            | 9%                          | 3%           | 5%               | 0%            | -         |      |      |      |   |
| Dicen                       | 01/08/19      | 2.243          | 40,5%                         | 35,3%          | 8,2%                        | 3%           | 2,4%             | 2,1%          | -         |      |      |      |   |
| Opinaia                     | 01/08/19      | 3.051          | 37,6%                         | 36,4%          | 8,5%                        | 3,8%         | 4%               | -             | -         |      |      |      |   |
| Synopsis                    | 11 - 13/07/19 | 2.260          | 40,6%                         | 38,1%          | 8,9%                        | 1,5%         | 3,9%             | -             | 4,9%      |      |      |      |   |
| Gustavo Córdoba y Asociados | 11/07/19      | 1.934          | 33,5%                         | 32,5%          | 11,3%                       | 3,8%         | 5,1%             | -             | 1%        |      |      |      |   |
| Universidad de San Andrés   | 2 - 11/07/19  | 2.260          | 29%                           | 25%            | 5%                          | 3%           | 3%               | 1%            | 15%       |      |      |      |   |
| Meridional                  | 28/06/19      | 1.934          | 42,5%                         | 34,5%          | 8,8%                        | 2,7%         | 11,5%            | -             | 11,3%     |      |      |      |   |
| CEOP                        | 23/06/19      | 1.500          | 43,7%                         | 32,3%          | 9,3%                        | 2,1%         | 3,9%             | -             | 8,7%      |      |      |      |   |
| Trespuntozero               | 23/06/19      | 1.500          | 42%                           | 33,4%          | 7,9%                        | 0,9%         | 2,5%             | 2,5%          | 6,9%      |      |      |      |   |

## Resultados
| Candidato                                     | Candidato                | Partido                               | Partido                      | PASO       | PASO         | PASO                              | 1º Turno     | 1º Turno    |
| Candidato                                     | Candidato                | Partido                               | Partido                      | Votos      | %            | Apto? - Será candidato em Outubro | Votos        | %           |
| --------------------------------------------- | ------------------------ | ------------------------------------- | ---------------------------- | ---------- | ------------ | --------------------------------- | ------------ | ----------- |
|                                               | Alberto Fernández        | Partido Justicialista                 | PJ                           | 12.205.938 | 47,65 / 100  | Sim                               | 12.473.709   | 48,10 / 100 |
|                                               | Mauricio Macri           | Proposta Republicana                  | PRO                          | 8.121.689  | 32,08 / 100  | Sim                               | 10.470.607   | 40,37 / 100 |
|                                               | Roberto Lavagna          | Consenso 19                           | Consenso 19                  | 2.081.315  | 8,22 / 100   | Sim                               | 1.599.707    | 6,16 / 100  |
|                                               | Nicolás del Caño         | Partido dos Trabalhadores Socialistas | PTS                          | 723.147    | 2,86 / 100   | Sim                               | 561.214      | 2,16 / 100  |
|                                               | Juán José Centurión      | Nós                                   | Nós                          | 670.162    | 2,63 / 100   | Sim                               | 443.507      | 1,71 / 100  |
|                                               | José Luis Espert         | Despertar                             | Despertar                    | 550.593    | 2,18 / 100   | Sim                               | 382.820      | 1,47 / 100  |
|                                               | Manuela Castañera        | Novo Movimento ao Socialismo          | Novo Movimento ao Socialismo | 179.461    | 0,71 / 100   | Não                               |              |             |
|                                               | Alejandro Biondini       | Frente Patriótica                     | Frente Patriótica            | 58.934     | 0,24 / 100   | Não                               |              |             |
|                                               | Raúl Humberto Albarracín | Ação Vizinhança                       | Ação Vizinhança              | 36.411     | 0,14 / 100   | Não                               |              |             |
|                                               | José Feris               | Partido Autonomista                   | Partido Autonomista          | 32.722     | 0,13 / 100   | Não                               |              |             |
|                                               |                          |                                       |                              |            |              |                                   |              |             |
| Votos afirmativos                             | Votos afirmativos        | Votos afirmativos                     | Votos afirmativos            | 25.931.564 | 96,89 / 100  |                                   | 25.255.469   | 97,50 / 100 |
| Votos brancos                                 | Votos brancos            | Votos brancos                         | Votos brancos                | 882.659    | 3,11 / 100   | 399.751                           | 1,50 / 100   |             |
| Votos válidos                                 | Votos válidos            | Votos válidos                         | Votos válidos                | 25.861.050 | 100 / 100    |                                   |              |             |
|                                               |                          |                                       |                              |            |              |                                   |              |             |
| Votos nulos                                   | Votos nulos              | Votos nulos                           | Votos nulos                  | 318.009    | 1,21 / 100   |                                   | 232.208      | 0,87 / 100  |
| Votos impugnados                              | Votos impugnados         | Votos impugnados                      | Votos impugnados             | 35.707     | 0,14 / 100   | 31.937                            | 0,12 / 100   |             |
| Votos válidos                                 | Votos válidos            | Votos válidos                         | Votos válidos                | 24.387.452 | 98,65 / 100  |                                   |              |             |
| Votos totais                                  | Votos totais             | Votos totais                          | Votos totais                 | 24.723.178 | 100,00 / 100 | 26.595.460                        | 100,00 / 100 |             |
|                                               |                          |                                       |                              |            |              |                                   |              |             |
| Participação                                  | Participação             | Participação                          | Participação                 | 24.387.452 | 74,75 / 100  |                                   | 26.595.460   | 78,55 / 100 |
| Abstenção                                     | Abstenção                | Abstenção                             | Abstenção                    | 8.234.364  | 25,25 / 100  | 7.263.273                         | 21,45 / 100  |             |
| Eleitorado                                    | Eleitorado               | Eleitorado                            | Eleitorado                   | 33.871.832 | 100,00 / 100 | 33.858.733                        | 100,00 / 100 |             |
|                                               |                          |                                       |                              |            |              |                                   |              |             |
| Fonte PASO (100% apurado) 97,13 / 100 apurado |                          |                                       |                              |            |              |                                   |              |             |